# Psychomyia ctenophora
Psychomyia ctenophora är en nattsländeart som beskrevs av Mclachlan 1884. Psychomyia ctenophora ingår i släktet Psychomyia och familjen tunnelnattsländor. Inga underarter finns listade i Catalogue of Life.